# Black Eyed Pilseung
Black Eyed Pilseung (koreanska: 블랙아이드필승) är en sydkoreansk musikproduktion- och låtskrivarduo bestående av Rado (Song Joo-young) och Choi Kyu-sung, bildad 2014. De har bland annat producerat hitlåtar som Sistars "Touch My Body", Miss As "Only You", Twice "Like Ooh-Ahh", "Cheer Up", "TT", "Likey" och "Fancy" samt Apinks "I'm So Sick", "Eung Eung" och "Dumhdurum".